# أبو بكر ربيع بن أحمد الأخويني بخاري
أبو بكر ربيع بن أحمد الأخويني البخاري (983 م) كان طبيبًا فارسيًا ومؤلف هداية المتعلمين في الطب، وهي أقدم وثيقة في تاريخ التراث الإيراني التقليدي الطبي. عاش خلال العصر الذهبي للطب الإسلامي، واستُخدم كتابه بوصفه نصًّا مرجعيًّا لطلاب الطب بعد فترة طويلة من وفاته. كتب عن علم التشريح وعلم وظائف الأعضاء وعلم الأمراض وعلامات علم الأدوية وأعراضه، وعلاج أمراض عصره. اشتهرَت سمعته بعلاج المرضى المصابين بأمراض عقلية.